# Bulnes Island
Bulnes Island (in Chile Isla Manuel Bulnes Sanfuentes) ist eine kleine Insel vor der Westküste der Trinity-Halbinsel im Norden des Grahamlands auf der Antarktischen Halbinsel. Sie liegt 3 km nordwestlich des Kap Legoupil.
Teilnehmer der Zweiten Chilenischen Antarktisexpedition (1947–1948) kartierten sie. Fregattenkapitän Ernesto Gonzalez Navarrete, Leiter dieser Forschungsfahrt, benannte sie nach dem chilenischen Politiker Manuel Bulnes Sanfuentes (1911–1975), damaliger Verteidigungsminister Chiles. Das Advisory Committee on Antarctic Names übertrug 1964 die Benennung in verkürzter Form ins Englische.